# Bataille de Devil's Backbone
Guerre de Sécession
Batailles
- Round Mountain
- Chusto-Talasah
- Chustenahlah
- Cabin Creek
- Honey Springs
- Perryville
- Devil's Backbone
- Middle Boggy Depot

La bataille de Devil's Backbone (désignée aussi sous le nom de Backbone Mountain ou Jenny Lind) est une bataille de la guerre de Sécession livrée le 1er septembre 1863 en Arkansas.

## Contexte

### Contexte géographique
Devil's Backbone est une crête rocheuse des montagnes Ouachita, dans la patrie ouest de l'Arkansas, près de la frontière avec l'Oklahoma. 

### Contexte militaire
Après la bataille de Honey Springs, le major général nordiste James G. Blunt occupe le fort Smith, que viennent d'évacuer les sudistes. Le 31 août 1863, le général Blunt se trouve à 4,8 kilomètres à l'ouest d'un gué de la rivière Poteau et à 19 kilomètres de son embouchure. Il apprend que le général Cabell (en) se trouve sur la rive droite de la rivière avec six régiments, d'infanterie et de cavalerie, et quatre pièces d'artillerie, estimée à environ 2 500 hommes. Il s'approche du camp confédéré et fait un prisonnier, mais les confédérés s'enfuient pendant la nuit.
Le 1er septembre 1863, il détache le colonel William F. Cloud, avec 1 500 hommes afin de poursuivre les confédérés en retraite. Durant le mois de juillet, les troupes confédérées souffrent de désertions ; près de deux régiment et un bataillons ont ainsi désertés.

## Forces en présence

### Nordistes
- 2e régiment de cavalerie des volontaires du Kansas,
- 6e régiment de cavalerie du Missouri,
- 2e régiment d'artillerie montée de l'Indiana, batterie Rabb (4 canons),
- 2 obusiers de montagne.

### Sudistes

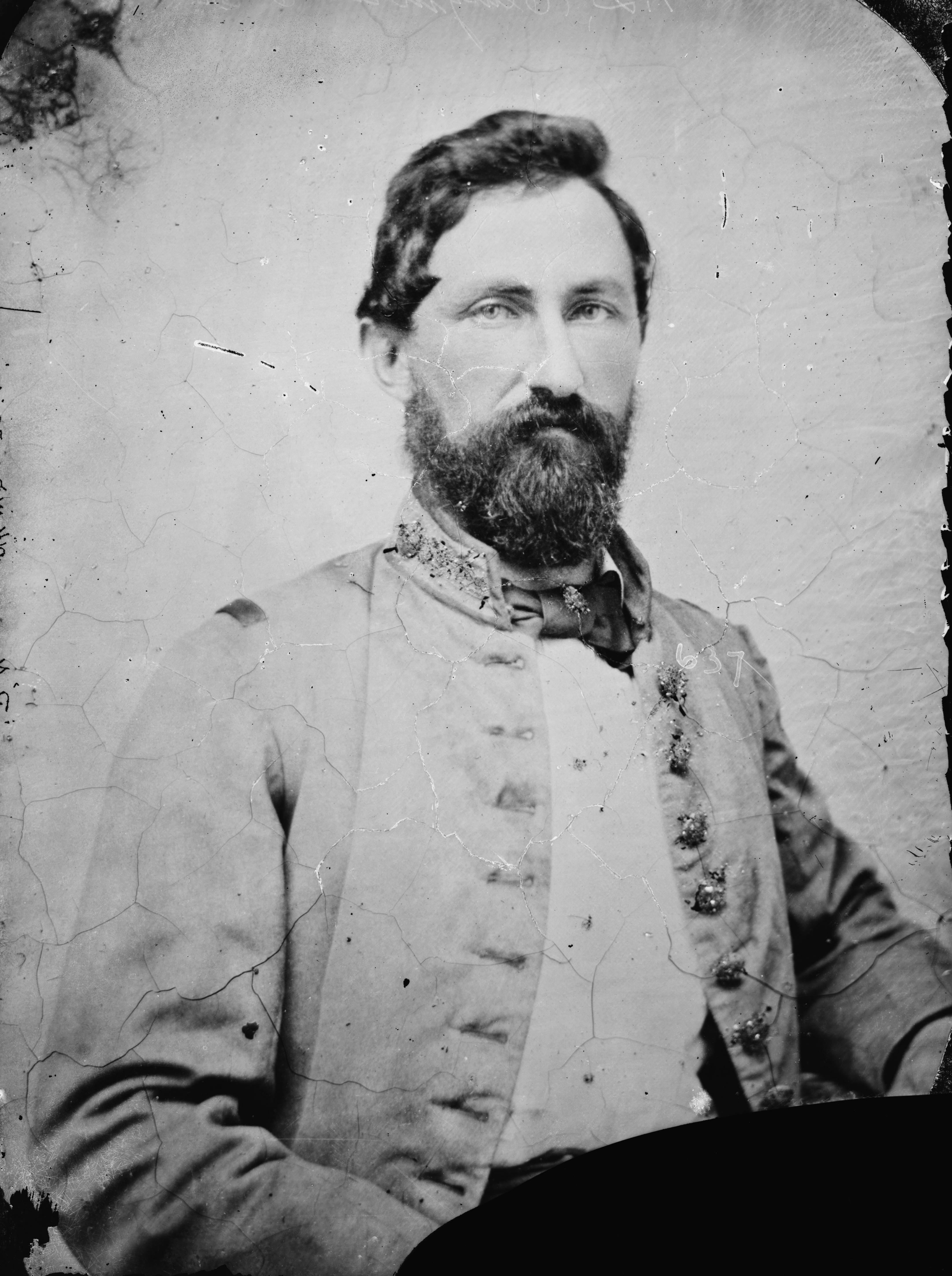
Le brigadier général (CSA) William Lewis Cabell.

Brigade du général William Lewis Cabell (en) (1 250 hommes), du département du territoire Indien. Les unités sont de valeurs diverses. Si le premier régiment donné ci-dessous est fiable, les autres sont composés de conscrits sans expérience, de déserteurs repris ou de jayhawkers.
- régiment Monroe,
- régiment Hill (7e régiment de cavalerie de l'Arkansas),
- régiment Thomson (1er régiment de cavalerie de l'Arkansas),
- bataillon de cavalerie Woosley,
- 1 batterie d'artillerie.

## Déroulement du combat
Les troupes sudistes avancent vers Waldron. Au pied de Devil's Backbone, Cabell a placé ses troupes en plusieurs lignes successives pour barrer la route. Ses canons sont placés au plus haut. Son objectif est de prendre ses poursuivants dans une embuscade puis de contre-attaquer pour reprendre Fort Smith
Vers midi, en contrebas de la crête, l'avant-garde fédérale, compagnie C du 2e Kansas commandée par le capitaine Edward Lines, tombe dans l'embuscade, perdant son capitaine et une dizaine de cavaliers. Les nordistes s'abritent et, sous le feu de leur artillerie, attaquent à pied les positions sudistes.
En 3 heures de combat, les nordistes obligent leur adversaires à refluer en désordre en direction de Waldron (version nordiste), ou les sudistes se replient après avoir bloqué l'attaque ennemie (version sudiste). Toujours est-il que le terrain reste aux mains des fédéraux. Mais il ne chercheront pas à poursuivre leur avantage.
Cabell ne réussira, le lendemain, à regrouper que 900 hommes de son unité, pendant que Cloud regagnera le Fort Smith où seront accueillis « plusieurs centaines » de déserteurs sudistes.

## Conséquences
Au cours des combats, les forces de l'Union capturent 40 prisonniers et tuent ou blessent entre quinze et vingt confédérés. Bien que des combats sporadiques continueront dans la région, fort Smith restera possession des forces fédérales jusqu'à la fin de la guerre.